# HD70235
HD70235 — хімічно пекулярна зоря спектрального класу B9, що має видиму зоряну величину в смузі V приблизно  6,4.
Вона  розташована на відстані близько 815,4 світлових років від Сонця.

## Пекулярний хімічний склад
Зоряна атмосфера HD70235 має підвищений вміст 
Hg
.